# ゲーメスト大賞
ゲーメスト大賞（ゲーメストたいしょう）は雑誌『ゲーメスト』誌上で行われた企画で、1年に1度、その年に発売されたアーケードゲームのうち最も優れたものを、読者の投票によって選出するというものである。「読者が選ぶ」と題されてはいるが、単純な人気投票ではなく編集部の裁量で加点が行われていることが公言されていたが、どの程度どのような形で介入していたのかは語られていない。
大賞のほか、さまざまな部門賞や編集部が選出した特別賞も存在した。
新声社倒産に伴う『ゲーメスト』廃刊により、12回で終了した。
ゲーメスト大賞が実施される前年の1986年に、「ゲーメスト・オブ・ザ・イヤー」という名称で編集部による選出で各賞が授与されている。便宜上、その回を第0回として以下に記載する。
第1回から策10回までは各部門10位までの発表だったが、第11回と第12回は大賞のみ20位まで発表された（他の部門賞は従来どおり10位まで）。

## 歴代受賞作一覧

### 第0回（1986年）
金賞
- 該当作なし

銀賞
- ファンタジーゾーン（セガ）
- アルカノイド（タイトー）
- バブルボブル（タイトー）
- アルゴスの戦士（テクモ）

よく練ったで賞
- ワンダーボーイ（セガ）

派手で賞
- アウトラン（セガ）

七光で賞
- 沙羅曼蛇（コナミ）

AV賞
- 源平討魔伝（ナムコ）

雰囲気で賞
- ガントレット（アタリ）

気分爽快で賞
- 怒（SNK）

FX賞
- ダーウィン4078（データイースト）

## 受賞企業一覧
本項では開発・発売元作品がゲーメスト大賞及び各部門賞で10位まで（第11回と12回の大賞部門は20位まで）に入賞または特別賞を受賞した企業の一覧を記す。順番は50音順とする。

### ア行
- アイレム
- アタリ
- アトラス
- アルファ電子
- イースト・テクノロジー
- エイティング
- ADK
- エイブルコーポレーション
- SNK
- NMK

### カ行
- カネコ
- カプコン
- コナミ
- コンパイル

### サ行
- 彩京
- サクセス
- サミー工業
- サンソフト
- ジャレコ
- セガ
- セイブ開発

### タ行
- タイトー
- データイースト
- テクモ
- 東亜プラン

### ナ行
- ナムコ

### ハ行
- ハドソン
- バンプレスト
- ビデオシステム

### ヤ行
- 悠紀エンタープライズ
- UPL

### ラ行
- ライジング